# 古車路
古車路位於臺灣新竹市南郊與寶山鄉交界，為清代後期由青草湖地區跨越摩天嶺至新城庒的古路，址在柯仔湳東約800公尺處，地域跨越茄苳里和寶山鄉深井村，名為古車路的主要聚落位於深井村，在茄苳里境只有少數民居沿道路散佈。目前古車路原有的路線大多被新築的公路取代。

## 歷史
清代竹塹城往南至新城庒，必須經過御史崎、青草湖、石屑崙再越過摩天嶺。1960年，聯義公司於古車路4號設置廢彈處理廠，隔年6月發生爆炸事故。這條原為牛車通行的道路後來拓寬且鋪上了柏油，在柴橋里境內，稱為柴橋路，屬於縣道117號的一部份。越過摩天嶺之後，茄苳交流道以及景觀大道設置於三姓公溪原有的河谷地，古車路被新設的寬闊的景觀大道取代，原有路線廢棄改道。往南至新竹縣市交界處，古車路接續景觀大道終點，附近為古車路的聚落，往南可續行至寶山鄉深井村。

## 大眾運輸
新竹汽車客運公司內湖線平日有十餘班的往復新竹市區的車次有停靠古車路站。